# Mormotus alonsae
Mormotus alonsae är en insektsart som beskrevs av Naskrecki 2008. Mormotus alonsae ingår i släktet Mormotus och familjen vårtbitare. Inga underarter finns listade i Catalogue of Life.